# Famille de Malespine
Pour les articles homonymes, voir Malespine (homonymie).
La famille de Malespine est une famille noble française éteinte issue de riches marchands provençaux d'origine judaïque. Elle a été anoblie par lettres du 18 décembre 1519 et maintenue dans sa noblesse en 1669 à Aix-en-Provence. Elle a donné 4 consuls à Aix-en-Provence mais aussi 2 à Gardanne. Elle s'est éteinte à la fin du XVIIIe siècle.

## Histoire
L'auteur de la famille de Malespine est un riche marchand de draps Aymeric de Malespine (vers 1460 - 1525), issu de médecins juifs d'Avignon. 
Il est le quatrième enfants de Tolosane Bonsenhor (1442 - 1508), mariée en première noces le 16 juillet 1458 à Jacob Astruc de l'Isle-sur-Sorge et en seconde noces vers 1460 / 1463 à Salomon Jacob, fils de Jacob Bensenhor, médecin à Aix. Elle se converti en 1496 sous le nom de Honorade Malespine, de son parrain François Malespine. 
Son grand-père est Bonsenhor Bendich, banquier, issu d'une veille famille juive installée à Tarascon dont la filiation remonte à 1419 et de faççn plus incertaine au XIVe siècle. 
Anobli en 1519, il acquiert une partie de la seigneurie de Montjustin et la terre d'Alanson, en Haute-Provence. Le nom de Malespine, emprunté à l'antique famille toscane Malaspina, fut adopté par Aymeric et sa mère à leur conversion. Selon d'autres sources, l'emprunt du patronyme provient de la famille Malespine d'Avignon, éteinte avant 1497.
Selon l'historien Pitton,et Martin du Bellay, Charles de Malespine aurait reçu en 1536 à sa table l’Empereur Charles Quint arrivant à Aix pour remercier l’Empereur du sauf-conduit qu’il avait obtenu pour ses marchandises. L’Empereur, surpris d’une proposition de la part d’un négociant, et pour le mettre en difficulté, lui demanda combien de gens devraient l’accompagner, Malespine aurait répondu autant que l’Empereur souhaitait ! La véracité de cette histoire est cependant mise en doute par l'historien Roux-Alphéran qui qualifie "ce prétendu diner de totalement apocryphe".
En 1669, le lien de parenté du descendant Malespine, requérant sa maintenue de noblesse, avec le premier président de la Cour des Comptes d'Aix, Raynaud de Séguiran, arrière-petit-fils d’une Malespine, lui permit d'obtenir une maintenue d'extraction de complaisance. "L'honneur de cette parenté, dit le Baron du Roure, fut le titre primordial du jugement qui fut rendu". La complaisance a été passée sous silence par l’abbé Robert de Brianson et par Artefeuil. 
Les Malespine provençaux ont laissé leur nom à différents lieux-dits ou quartiers : à Gardanne, Cavaillon, Antibes et aussi à Pertuis[réf. nécessaire]. Les Malespine furent aussi présents à Arles[réf. nécessaire].
Cette famille est a priori distincte de celle de Draguignan, avec notamment les frères Joseph, Honoré et Elséar Malespine, les deux premiers étant des doctrinaires et précepteurs de grandes familles européennes,

## Filiation

### Branche ainée
- Salomon Jacob, marchand juif à L'Isle-sur-la-Sorgue x 1448 Tolsane (+1505) (devient Honorate de Malespine), veuve Astrug, fille de Bonsenhor Bendich
  - Jacob (devient Aymeric de Malespine), marchand lainier
    - Andrieue x 1513 Prancasse Domicelli, docteur en droit
    - Jeanne (+ avant 1513)
    - Charles de Malespine, marchand en draps et laines, seigneur de Montjustin x Brissande Laurent ;
      - Alexandre Malespine, bourgeois
        - Charles (°1536)
        - Marie (°1537)

      - Pierre
        - Jean (°1538)

      - Mathieu
      - Guillaume (auteur des Malespine à Flayosc, à Draguignan et dans le Var) x 1545 Jeanne de Cuers
      - Françoise x 1542 Antoine Arnoux

    - x Marie Prévost ;
    - Jean, marchand d'Aix, x Aisseline, fille de Jean de Tiboldis
      - Bernardin, capitaine à Aix x 1558 Anthonette, fille de Benoit Peyre, capitaine et de Marie Deladefors
        - Claudette x 1579 Amiel, fils de Claude Lantelme et de Marguerite Alphant
        - Isabeau x 1584 Claude, marinier fils de Pierre Gazille et de Marguerite Roux
        - Catherine x 1591 Antoine, marinier, fils de Guillaume Reynaud et d'Eygline Chouquet

      - Nouvé x 1555 Mitre Colin; x Antoine Feraporte
      - Bertrand (°1538) maître apothicaire x Claudie Lenfant ;
        - Anne (+1649) x 1587 Luquet, fils de Jean Coalhier et de Andrieue Thibaud; x 1604 Dominique Baudoin, praticien ; x 1617 Louis Gabrielis, bourgeois

      - x 1587 Lucrèce Bon, veuve J-F Draguy
        - Louise
        - Marguerite (°1592)

      - Delphine (°1541)
      - Antoine x 1584 Magdeleine Marion
        - Marguerite (°1590)
        - Louis x 1645 Marguerite, fille de Peyron Garin

    - Laurent (° 1505), écuyer, consul d'Aix x 1529 Honorate, fille de Guillaume Aguilhenc, marchand d'Aix et de Mitronne Tibaud
      - Anthorone x 1552 Henri Seguiran, seigneur de Bouc, fils de Guillaume, co-seigneur de Vauvenargues et de Magdeleine Bompar
      - Louise x 1558 François François
      - Jean, écuyer, co-seigneur de Montjustin x 1570 Marguerite de Brancas, veuve Étienne de Martin, seigneur de Montboneau et fille de Gaspard, baron de Céreste et de Forcalquier, seigneur de Villeneuve, et de Françoise d'Ancezune de Caderousse
        - Claire x 1588 Gaspard Boisson, auditeur en la cour des Comptes

      - Marguerite (°1539) x 1560 Antoine Aubert
      - Guillaume (1541-1610), premier consul d'Aix x 1575 Françoise de Sabran de Baudinard, fille de Louis, écuyer et seigneur de Baudinard et d'Aiguines, comte d'Arian et d’Antoinette de Gamaches de Chevrières (Berry)
        - Catherine

      - x 1583 Isabeau, veuve Arquier, fille d’André de Colin, bourgeois de Lambesc, écuyer, seigneur du Janet et d'Antoinette de Pena
        - Jean (auteur de la branche de Cavaillon)
        - Laurent (°1590), écuyer x 1619 Anne, fille d'Arnaud Reynaud, notaire et de Louise Delphin Upais
          - Jean Arnaud (°1620)

        -                            x 1626 Catherine, fille de Marc-Antoine de Citrany, bourgeois et d'Anne André
          - Guillelme (°1629)
          - Etienne (+1633)
          - François (1640-1727), écuyer d'Aix
            - Esprit (1675-1735), consul de Gardanne, sans descendance

          - Laurent, écuyer d'Aix
          - Jean, écuyer d'Aix
          - Catherine x 1663 Mathieu Puech, conseiller du roi, fils de Barthélémy et d'Anne de Jardy

        - François (°1593)

      - Marguerite la jeune (°1543)
      - Françoise (°1548) x 1573 Jean de Mazargues, seigneur de Chandol
      - Antoine(°1550), capitaine d'infanterie
      - Henri (°1552)
      - Delphine x 1569 Avinion de Villemus, marchand d'Aix et de Cadenet
      - Melchior (°1556)
      - Alexandre, écuyer, second consul d'Aix x 1577 Perrinette, fille de Pierre de Cambis, sieur d'Orsan
        - Claire x 1595 François de Pontevès, sieur de Roquette, fils de François, seigneur de Pontevès et de Sainte-Catherine
        - Lucrèce

  - Stes (devient Mabilie de Malespine) x Pierre Louis (+1534) (ex-Abraham), fils d'Elzéar de la Garde, marchand d'Aix
  - Rosseta (devient Raphelma de Malespina x 1494 François Marcellin de Montlaur (ex-Ysac Solomon de Noves)

### Branche de Cavaillon
- Jean (°1585), écuyer de Cavaillon, docteur en droit x 1614 Diane, fille de César d'Aymar, docteur en médecine et d'Anthorone de Masargues
- x 1620 Marie, fille d'Alexandre Guast et de Catherine Guinest
  - Catherine (1630-1694) x Julien-François de Perussis, écuyer, seigneur d'Albaron
  - Alexandre, écuyer de Cavaillon x 1648 Magdeleine de Perussis, sœur de Julien-François (ci-dessus)
    - Jean-François, écuyer de Cavaillon x 1667 Louise, fille de Louis d'Audric et de Véronique d'Anjou
    - Jean, écuyer de Cavaillon, x 1720 Anne Plantin
      - Esprit-Jean, écuyer x 1703 Agnès Boisselet
        - Anne-Marguerite  (°1716)
        - Louis-Esprit, écuyer x 1773 Catherine, fille d'Antoine Jacque et de Françoise de Tour d'Eiragues

      - Charles, écuyer d'Aubignan
      - Joseph, écuyer d'Aubignan
      - Anne x 1697 Alexandre, écuyer fils d’Étienne de Colin et de Catherine de Bus

## Armes
- D'azur, au chevron d'or chargé de deux épines de gueules et accompagné de trois roses d'argent tigées et feuillées de même.